# Colegio de Arquitectos de Chile
El Colegio de Arquitectos de Chile es una asociación gremial de arquitectos de Chile que optan por afiliarse voluntariamente a la entidad.

## Historia
Tuvo por antecedente en la antigua Asociación de Arquitectos, la cual hizo traspaso al Colegio de todos sus bienes y útiles.
El 4 de agosto de 1942 se promulgó la Ley 7.211 que creó el Colegio de Arquitectos de Chile, con la firma del Presidente de la República Juan Antonio Ríos y su Ministro de Obras Públicas, Oscar Schnacke. Su articulado se basó en la ley que creó el Colegio de Abogados -el primero con estatus legal- y tuvo el patrocinio de los diputados Gabriel González Videla e Isauro Torres. En su discusión en la Cámara, participaron activamente arquitectos y futuros dirigentes de la Asociación.
Entre el 27 y el 28 de octubre de 1942 se eligió el primer Consejo Nacional del Colegio de Arquitectos, integrado por:
- Alberto Risopatrón: Presidente.
- Arturo Bianchi Gundián: Vicepresidente.
- Luis Vergara L.: Secretario y Tesorero.

En 1974, durante el liderazgo de Héctor Valdés Phillips, el Colegio de Arquitectos adquirió un edificio ubicado en Alameda 115 y lo transformó en su sede nacional. Para ello, delegaron al arquitecto Gonzalo Mardones Restat la tarea de unificar las viviendas y locales comerciales en una construcción con un solo acceso y escalera.

## Bienal de Arquitectura y Urbanismo de Chile
El Colegio de Arquitectos de Chile es fundador y organizador de la Bienal de Arquitectura y Urbanismo de Chile, evento que se realiza desde 1977.
Las primeras versiones de la Bienal de Arquitectura supusieron una transformación en los debates profesionales y pedagógicos de la arquitectura en Chile. La práctica profesional del arquitecto se vio muy afectada desde finales de los años 60 debido a la confrontación de un conflicto entre una práctica profesional de interés social y una práctica profesional orientada al mercado.

## Premios CA
Los Premios y Distinciones del Colegio de Arquitectos, conocidos también como Premios CA, son uno de los principales reconocimientos a los arquitectos y arquitectas en Chile, cada uno de los cuales destacan a doce colegiados o colegiadas, "referentes por su excelencia, trabajo y aporte a la arquitectura".
En 2006 se derrogó el Premio Jaime Sanfuentes, otorgado al profesional destacado en su compromiso social hacia la comunidad. En 2018 se incorporó el Premio Eliana Caraball, el Premio Arquitectura Regional y la Distinción Dora Riedel.
La ceremonia de entrega de los Premios CA se realiza en agosto de cada año en el marco del denominado «Mes de la Arquitectura».

### Postulaciones
En el caso de los remios, las inscripciones deben contar con un responsable que represente al postulado o postulada y el apoyo de, al menos, cinco arquitectas o arquitectos colegiados activos, quienes deberán limitar su postulación a un solo candidato.
En tanto, las inscripciones a las Distinciones CA deben contar con el apoyo de, al menos, tres arquitectas o arquitectos colegiados activos, que serán responsables de entregar los antecedentes necesarios para la postulación. Esta és de un solo candidato o candidata y no puede tener patrocinio de ningún Director o Directora Nacional.
El Directorio Nacional elige a los arquitectos y arquitectas ganadoras en sesión especial y puede declarar desierta cualquier categoría.

### Categorías
- Premio Nacional de Arquitectura de Chile: reconocimiento entregado otorgado por una vida dedicada al servicio de la arquitectura.
- Premio Alberto Risopatrón: reconocimiento entregado "al arquitecto o arquitecta colegiada que se haya distinguido por su labor gremial en el Colegio de Arquitectos".
- Premio Sergio Larraín García-Moreno: reconocimiento "al arquitecto o arquitecta que se haya distinguido en el campo académico o de investigación".
- Premio Fermín Vivaceta Rupio: reconocimiento "al arquitecto o arquitecta que se haya destacado por su labor profesional en el ámbito de la tecnología aplicada a la arquitectura".
- Premio Alfredo Johnson: reconocimiento "al arquitecto o arquitecta que se haya distinguido por su labor como funcionario público, Fiscal o Municipal".
- Premio Manuel Moreno Guerrero: reconocimiento "al arquitecto o arquitecta que se haya destacado en su labor profesional en el ámbito de la valoración del patrimonio arquitectónico nacional.
- Premio Promoción Joven: reconocimiento "al arquitecto o arquitecta colegiada menor de 35 años, cumplidos en el año de la premiación, cuya labor constituya un ejemplo para los arquitectos de su generación".
- Premio Eliana Caraball: reconocimiento "a la arquitecta que se haya destacado en cualquiera de los ámbitos de la arquitectura y que por su trabajo y rol social constituye un ejemplo por lograr un espacio de igualdad en la sociedad y el mundo laboral".
- Premio Arquitectura Regional: reconocimiento "al arquitecto, arquitecta o equipo de arquitectos que vive (n) y se desempeña (n) en regiones (fuera la Región Metropolitana) y que a través de su trabajo ha hecho importantes contribuciones desde su condición profesional a las ciudades, el territorio y la comunidad".
- Distinción Dora Riedel: reconocimiento "al arquitecto, arquitecta o equipo que se haya destacado en el año precedente por su labor innovadora, abriendo nuevos caminos en la profesión".
- Distinción Juan Parrochia Beguin: reconocimiento "al arquitecto o arquitecta que se haya distinguido por su labor en el campo de la planificación, diseño urbano o gestión urbana".
- Distinción de Honor Colegio de Arquitectos: reconocimiento otorgada "a quien, no siendo arquitecto o arquitecta, se haya distinguido por su labor próxima al ejercicio profesional de los arquitectos".
- Distinción Joaquín Toesca: reconocimiento "al arquitecto o arquitecta vivo que, no habiendo nacido en Chile, haya realizado un aporte significativo a la arquitectura en nuestro país"

## Presidentes y Presidentas
- 1944–1950 Alberto Risopatrón
- 1950–1951 Juan Martínez
- 1952–1953 Alberto Risopatrón
- 1953–1955 Juan Martínez
- 1955–1958 Alberto Risopatrón
- 1958–1961 Jorge Aguirre Silva
- 1961–1963 Gastón Etcheverry Orthous
- 1964–1965 Tomás Reyes Vicuña
- 1966–1967 Eduardo Jedlicky Swiderski
- 1968–1970 Moisés Bedrack Mirotchnik
- 1970–1973 Héctor Valdés
- 1974–1981 Carlos Aliaga Lafrentz
- 1982–1985 Víctor Gubbins Browne
- 1986–1988 Eliana Caraball
- 1988–1989 Eduardo Cuevas Valdés (s)
- 1990–1992 Mario Paredes Gaete
- 1992–1994 Hernán Montecinos Barrientos
- 1994–1996 Fernando Merino de la Cerda
- 1996–1998 René Morales Morales
- 1998–2000 Patricio Gross Fuentes
- 2000–2002 Isabel Tuca
- 2002–2004 José Ramón Ugarte G.
- 2005–2007 Juan Sabbagh
- 2007–2009 Alberto Montealegre Klenner
- 2009–2011 Patricio Gross Fuentes
- 2011–2013 Luis Eduardo Bresciani
- 2013–2015 Sebastián Gray Avins
- 2015–2017 Pilar Urrejola Dittborn
- 2017      Alberto Texido Zlatar (s)
- 2018–2020 Humberto Eliash
- 2020-2022 Jadille Baza Apud
- 2022-2024 Beatriz Buccicardi